# Valognes
Valognes é uma comuna francesa na região administrativa da Normandia, no departamento Mancha. Estende-se por uma área de 15,64 km². Em 2010 a comuna tinha 7 095 habitantes (densidade: 453,6 hab./km²).